# Böhmische Söldner

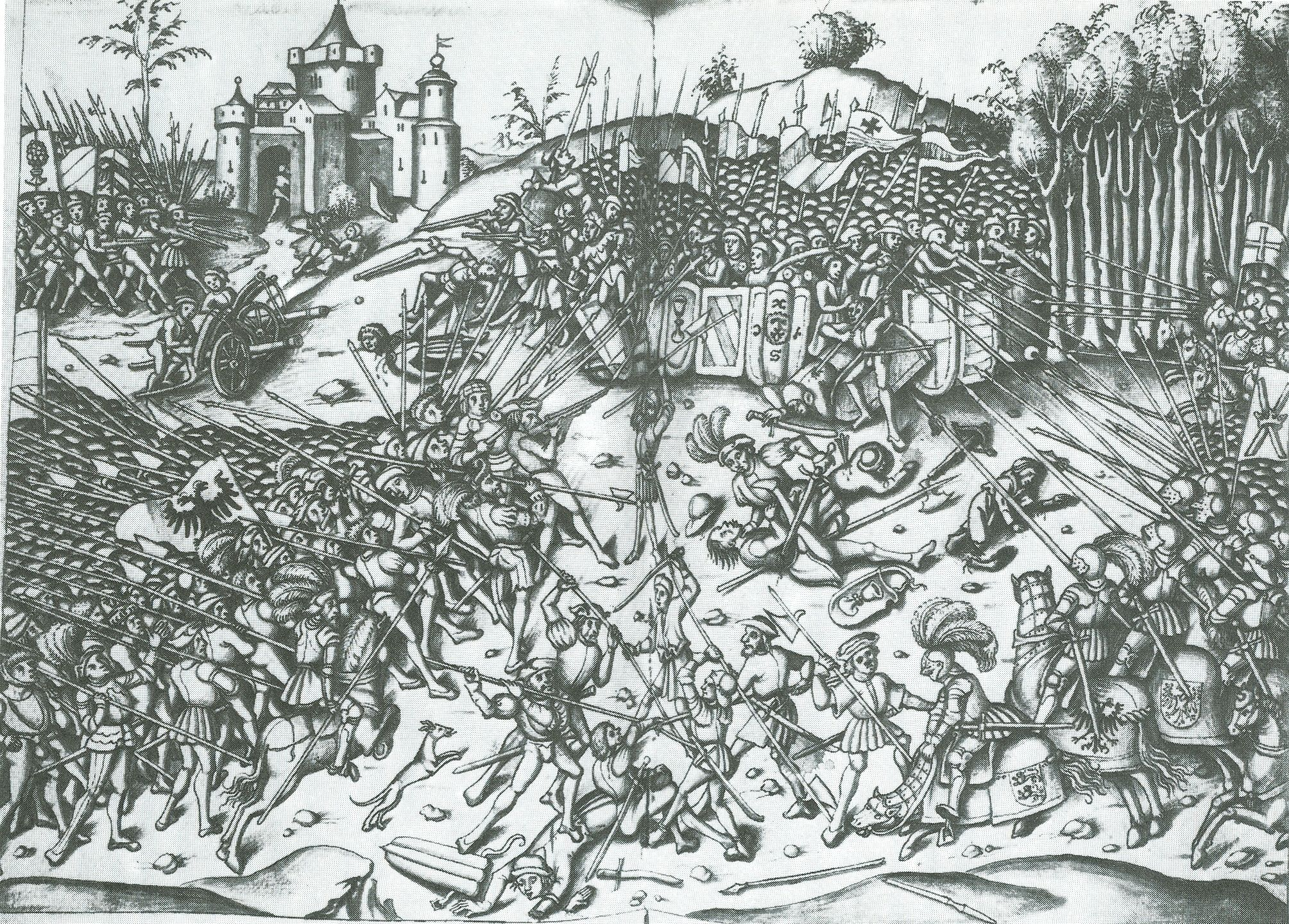
Schlacht von Wenzenbach (12. September 1504)

Die Böhmischen Söldner waren neben den Schweizer Reisläufern und den deutschen Landsknechten eine in der Frühen Neuzeit begehrte Kriegertruppe.

## Entwicklung
Die Böhmischen Söldner standen in der Tradition der ab den 1430er Jahren besiegten Hussiten. Besonders taboritische Elitekrieger verdingten sich danach als „Bruderrotten“ (tschechisch Bratříci; deutsch: Brüder), auch Zebracken genannt (Žebráci; deutsch Bettler, nach der Burg Žebrák) an Fürsten des Heiligen Römischen Reiches und von Polen. So setzte etwa Wilhelm III. Markgraf von Meißen und Herzog zu Sachsen im Zuge des Sächsischen Bruderkrieges und der Soester Fehde „die von ihm geworbenen böhmischen Söldner, die furchtbaren Zebracken [ein], um Thüringen von ihnen [seinen mit ihm verfeindeten Verwandten] zu befreien“. 1456 begannen die von König Kasimir IV. Andreas von Polen im Kampf gegen den Deutschen Orden angeworbenen Zebracken wegen ausstehender Soldforderungen zu meutern; sie errichteten befestigte Lager bei Auschwitz und begannen, Südpolen zu drangsalieren; erst 1458 gelang es dem polnischen König mit Hilfe von Sondersteuern, diese Forderungen zu befriedigen. In der 2. Hälfte des 15. Jahrhunderts verpflichteten unter anderem Matthias Corvinus von Ungarn, der Deutschordensstaat, das Herzogtum Preußen und Sachsen, die Freie Reichsstadt Nürnberg und des Öfteren auch Bayern (etwa im Bayerischen Krieg zwischen Herzog Ludwig IX. von Bayern-Landshut gegen Albrecht Achilles von Ansbach und das Reich) böhmische Söldner.
Aus der Kriegstradition der Hussiten stammten die gepanzerten Kampfwagen mit montierten Geschützen und die Wagenburgen, die dann in Europa zu einem festen Bestandteil und zur Rückzugsmöglichkeit des in den Krieg ziehenden Fußvolkes wurden. Auch die großen Setzschilde (Pavesen), die sowohl die Lücken in der Wagenburg verschlossen als auch außerhalb der Wagenburg zum Schutz der Fußknechte eingesetzt werden konnten, stammen von diesen Vorgängern.
Während des Landshuter Erbfolgekriegs wurden von Pfalzgraf Ruprecht zehn- bis zwölftausend böhmische Söldner angeworben, um gegen die Ansprüche von Albrecht IV., Herzog von Bayern-München, vorzugehen. Für den auf der Seite des Herzogs Albrecht IV. stehenden Kaisers Maximilian I. war dies Anlass, bei Papst Julius II. einen Kreuzzungsablass für seine Kämpfer zu erwirken, die im Kampf gegen die „Hussiten“ umkamen. In der Schlacht von Wenzenbach wurde die böhmische Truppe von Kaiser Maximilian und Georg von Frundsberg mit seinen Landsknechten vernichtend geschlagen. Dennoch blieben sie begehrte Söldner; im Bauernkrieg plädierte Leonhard von Eck, der bedeutende Rat des Herzogs Wilhelm IV., dafür, böhmische Söldner zum Schutz der Lechgrenze einzuwerben.

## Böhmische Soldunternehmer
Ein Kriegsherr musste für seine Pläne Soldunternehmer (die zum Teil auch als Söldnerführer agierten) gewinnen, welche dann Söldner anwerben konnten. Diese stammten wegen der Sprachprobleme zumeist aus dem böhmischen Adel und nahmen eine Vermittlungsfunktion zwischen Kriegsherrn und Söldner ein: Gegenüber dem Kriegsherren sollte sie Treue, Disziplin und Einsatzbereitschaft der Söldner garantieren und andererseits den Söldnern Ansprüche auf Soldzahlung, Versorgung und Schutz (insbesondere die Schadloshaltung oder den Schadenersatz) sichern.
Ein Beispiel für einen Soldunternehmer war im Bayerischen Krieg zwischen Ludwig dem Reichen als Herzog von Bayern-Landshut und Markgraf Albrecht Achilles der böhmische adelige Jan Calta von Kamenná Hora (deutsch: Johann Czalta von Steinberg), der eine Truppe von 1500 Mann nach Bayern gebracht hatte. Dafür stelle er 16 650 rheinische Gulden in Rechnung (darunter etwa 4 500 Gulden für Schadenersatz). Zu nennen ist auch der aus einem böhmischen Adelsgeschlecht stammende Sebastian I. Pflugk  von Rabenstein, der mit 1025 Söldnern und 12 Kriegswagen in den Dienst von Herzog Ludwig zog. Die Soldunternehmer wurden persönlich angesprochen, z. B. am Fürstentag zu Eger im April 1459, über Werbebriefe geworben oder mittels eines ausgeklügelten Reiseprogramms aufgesucht. Über letzteren Weg wurden Ludolf von Obernitz, Teczschenko auf der Platten, Pribik Sathon, Hyneck von Doubravice oder Marktvart von Rakovice angeworben. Dabei führten die Abgesandten ausführliche Werbebriefe mit sich, mit denen die Kriegsherrn Vollmachten für die Verhandlungen bestätigen. Der Werbebrief (in den zeitgenössischen Quellen Schadenbrief oder Schadlosbrief genannt) war ein schriftlich festgelegtes Angebot des Kriegsherrn über die Bedingungen des Solddienstes (Sold, Zeitpunkt des Antritts, Dienstlänge, Kost und auch das Recht auf eine sichere Heimkehr) sowie eine Legitimation des Soldunternehmers gegenüber den anzuwerbenden Söldnern.

## Schadenersatz und Schadloshaltung
Bereits ein mittelalterlicher adeliger Krieger hatte Anspruch auf Ersatz seiner im Dienst erlittenen Schäden an Pferden, Waffen und Ausrüstungsgegenständen durch seinen Dienstherren. Dies ergab sich aus dem Lehensrecht und der lehensherrlichen Pflicht auf Schutz und Schirm der Vasallen. Diese Ansprüche dehnten sich im ausgehenden Mittelalter auch auf Fußtruppen aus. In den Werbe- und Bestellbriefen war die Schadloshaltung ein fester Bestandteil der mit Söldnern geschlossenen Verträgen. Dadurch stieg der Finanzbedarf für kriegerische Unternehmen beträchtlich an.  Als ersatzpflichtige Ausrüstung galten Söldnerpferde, Waffen und Rüstungsteile (Armbrüste, Panzerhemden, Koller, Hirnhauben). Pavesen und rechten blech harnasch, nicht ersetzt wurden Schäden für Gürtel, Köcher, Pfeile, Spannlaken für Armbrüste und ander cley gerete. Hinzu kommen die Kosten für eine Heilbehandlung (ein Söldner namens Lorenz aus der Abteilung des Mikuláš Kaplir verlangte Ersatz  geschossen durch sein  gemächt und durch sein geseß mit aine puchs). Im Fall der Gefangennahme wurde das zum Freikauf notwendige Lösegeld. War ein Söldner ums Leben gekommen, so wurden seinen Angehörigen der Wert der verlorenen Besitztümer erstattet, der Tod an sich hatte keinen erstattbaren Wert. Im Zuge der Musterung wurden Musterungszettel erstellt, auf denen die Söldner mit ihrer Ausrüstung und im Einzelfall auch mit ihren Wagen und Pferden eingetragen waren. Die Schäden wurden auf sog. Schadenszetteln festgehalten, die dann zu einer Schadensrechnung zusammengefasst und dem Kriegsherrn vorgelegt wurden. All dies setzt ein funktionierendes System von herzoglichen Beamten und eine ausgearbeitete Logistik voraus.
Wilhelm III. von Sachsen stellte dem Kölner Erzbischof 1448 eine Rechnung über die Kosten für den Einsatz bei der Soester Fehde. Für das ca. 6000 Mann starke böhmische Heer forderte er 156 351 rheinische Gulden (darunter eine Forderung auf Schadenersatz in der Höhe von 59 760 Gulden). Die Kosten für das in etwa gleich starke thüringische Herr wurden pauschal mit 85 742 Gulden veranschlagt (darunter 15 240 Gulden für Schadenersatz).